# ウルルの森の物語
『ウルルの森の物語』（ウルルのもりのものがたり）は、2009年12月19日公開の日本映画。

## ストーリー
東京の母が病気で入院し、夏休みの間だけ、野生動物を研究している父の住む北海道に引っ越してきた兄妹。その兄弟が偶然森で出会った仔犬のウルルと過ごし、親子ともに成長してゆく姿を描く。しかし、ウルルの世話をするうちにウルルが絶滅したと考えられているエゾオオカミであるという可能性が出てくる。ウルルが貴重なサンプルとして専門機関に連れて行かれそうになる中、兄弟はウルルを母の元へ返すために旅に出る。

## キャスト
- 船越英一郎 - 生野大慈
- 深田恭子 - 生野千恵
- 濱口優 - 大森拓馬
- 光石研 - 長谷部一哉
- 桑代貴明 - 工藤昴
- 北村沙羅 - 工藤しずく
- 桜井幸子 - 工藤夏子
- 大滝秀治 - 知里辰二郎

## 主題歌
- 麻衣「ウルルの唄」2009年（平成21年）12月16日発売

作曲・編曲：久石譲／作詞・唄：麻衣（ビクターエンタテインメント）

## 製作
2007年の映画『マリと子犬の物語』のスタッフ・キャストが再結集して製作された。